# Major League Baseball All-Star Game Most Valuable Player Award

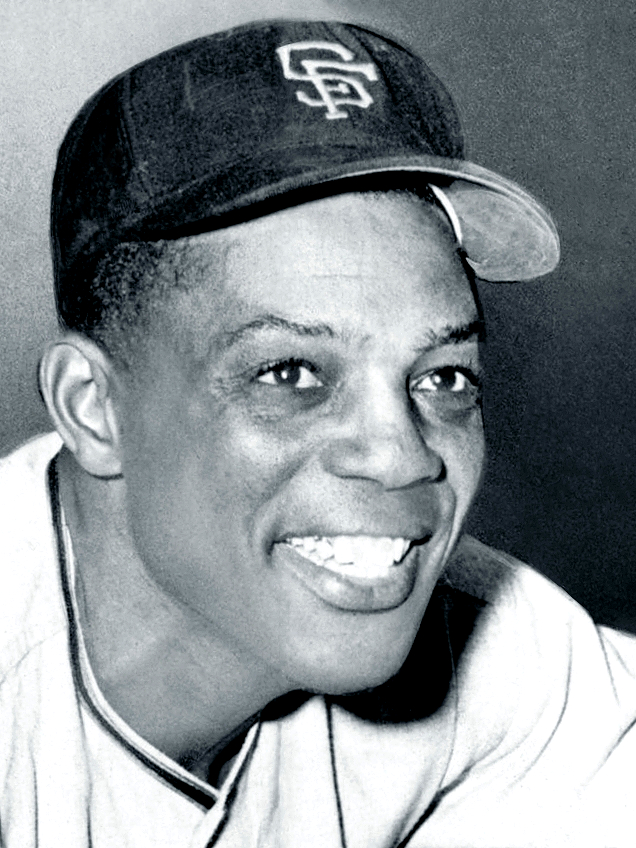
Willie Mays był pierwszym baseballistą, który otrzymał nagrodę dwa razy w 1963 i 1968 roku.

Major League Baseball All-Star Game Most Valuable Player Award – nagroda przyznawana corocznie w Major League Baseball dla najlepszego zawodnika Meczu Gwiazd. Po raz pierwszy nadana w 1962 roku. Początkowo nosiła nazwę Arch Ward Memorial Award w hołdzie Arch Wardowi, który był twórcą All–Star Game. W 1970 jej nazwę zmieniono na Commissioner’s Trophy. W 1985 powrócono do pierwotnej nazwy, gdyż Commissioner’s Trophy zastąpiono World Series Trophy. Ostatecznie w 2002 nagrodę tę nazwano Ted Williams Most Valuable Player Award na cześć zmarłego rok wcześniej wieloletniego zawodnika Boston Red Sox Teda Williamsa.

## Nagrodzeni

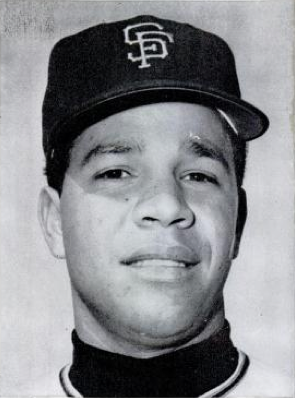
Juan Marichal był pierwszym miotaczem, który został MVP Meczu Gwiazd.

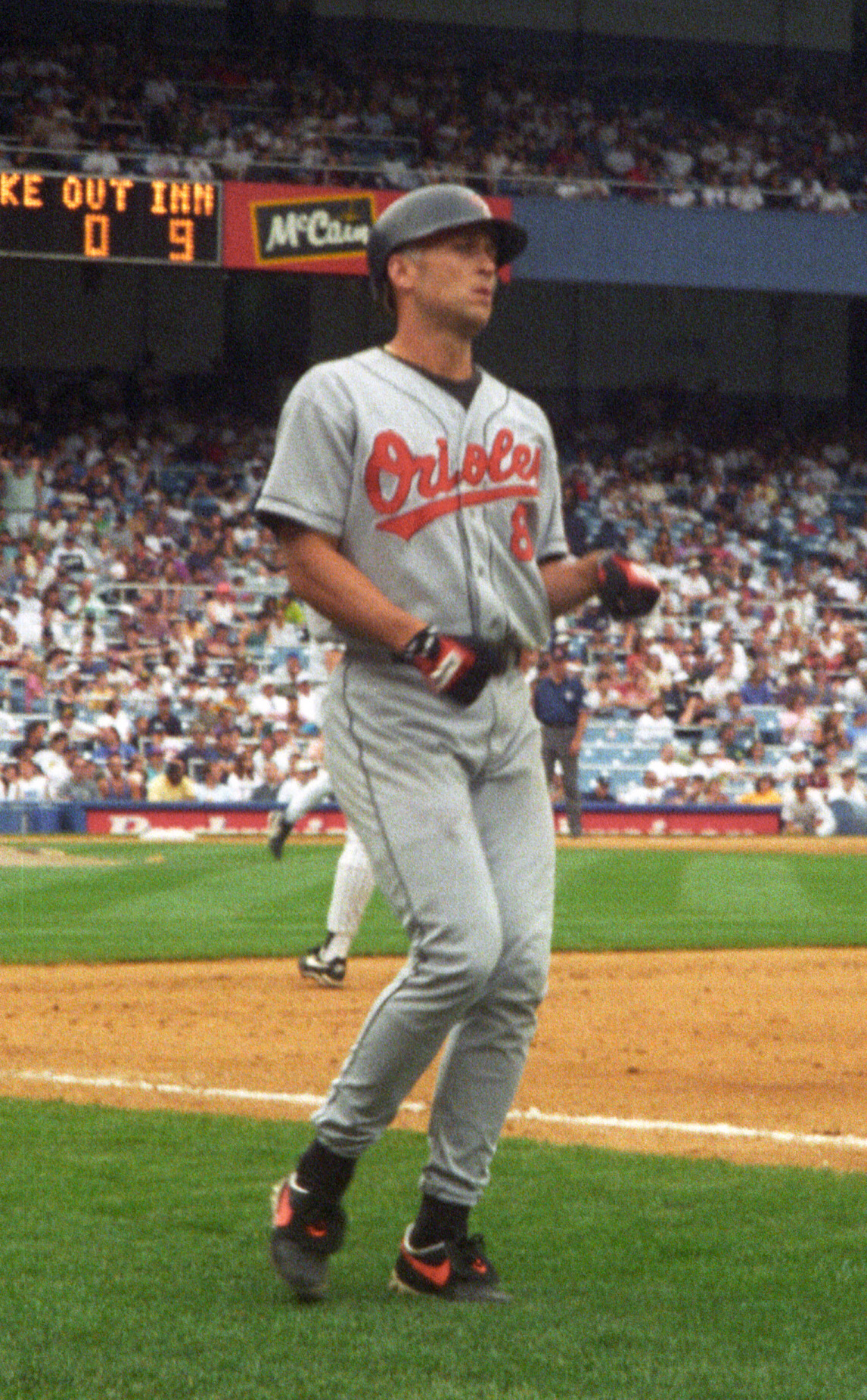
Cal Ripken Jr. został MVP dwukrotnie w 1991 i 2001 roku.

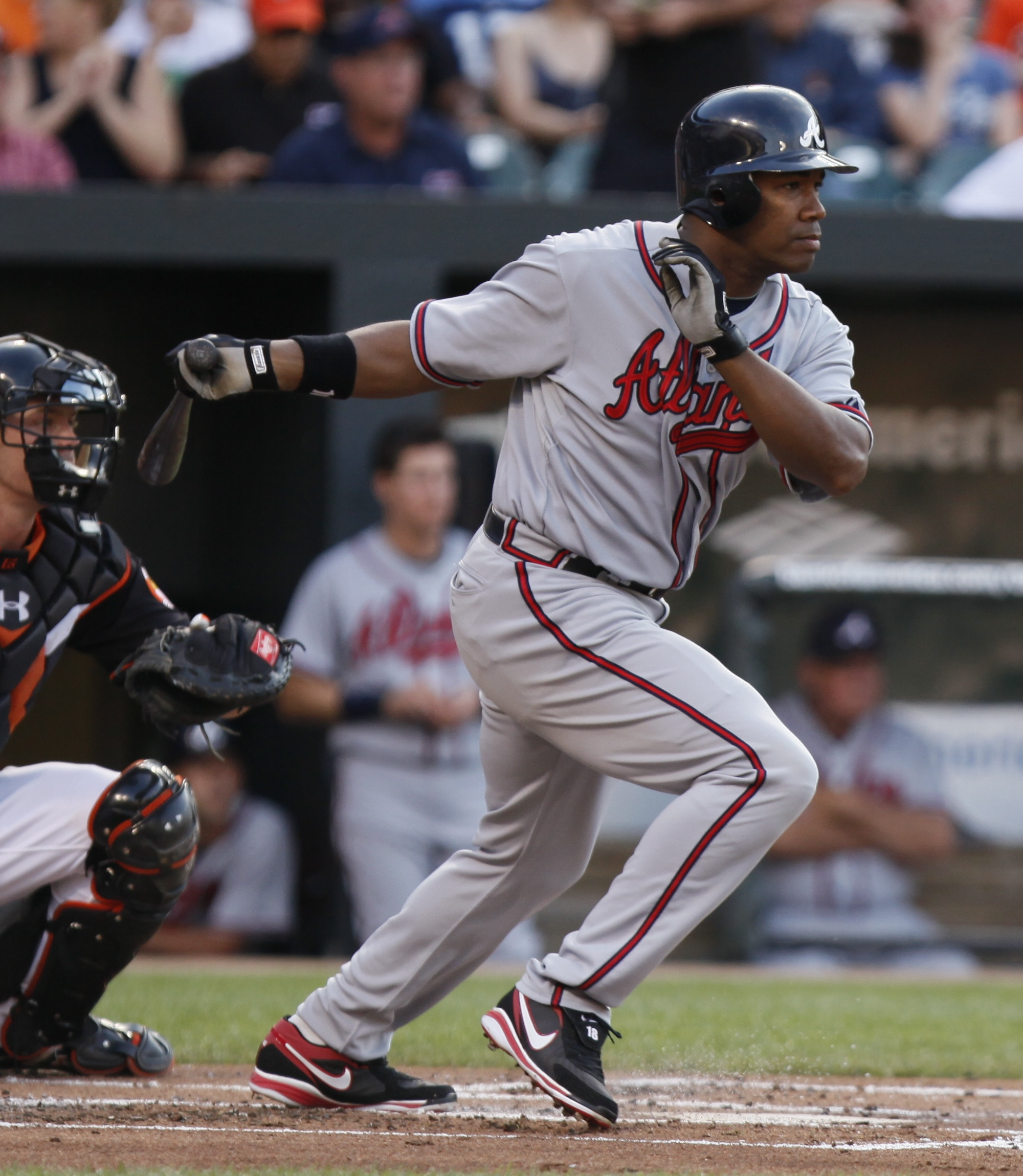
Garret Anderson otrzymał trofeum po raz pierwszy pod nazwą „Ted Williams Most Valuable Player Award”.

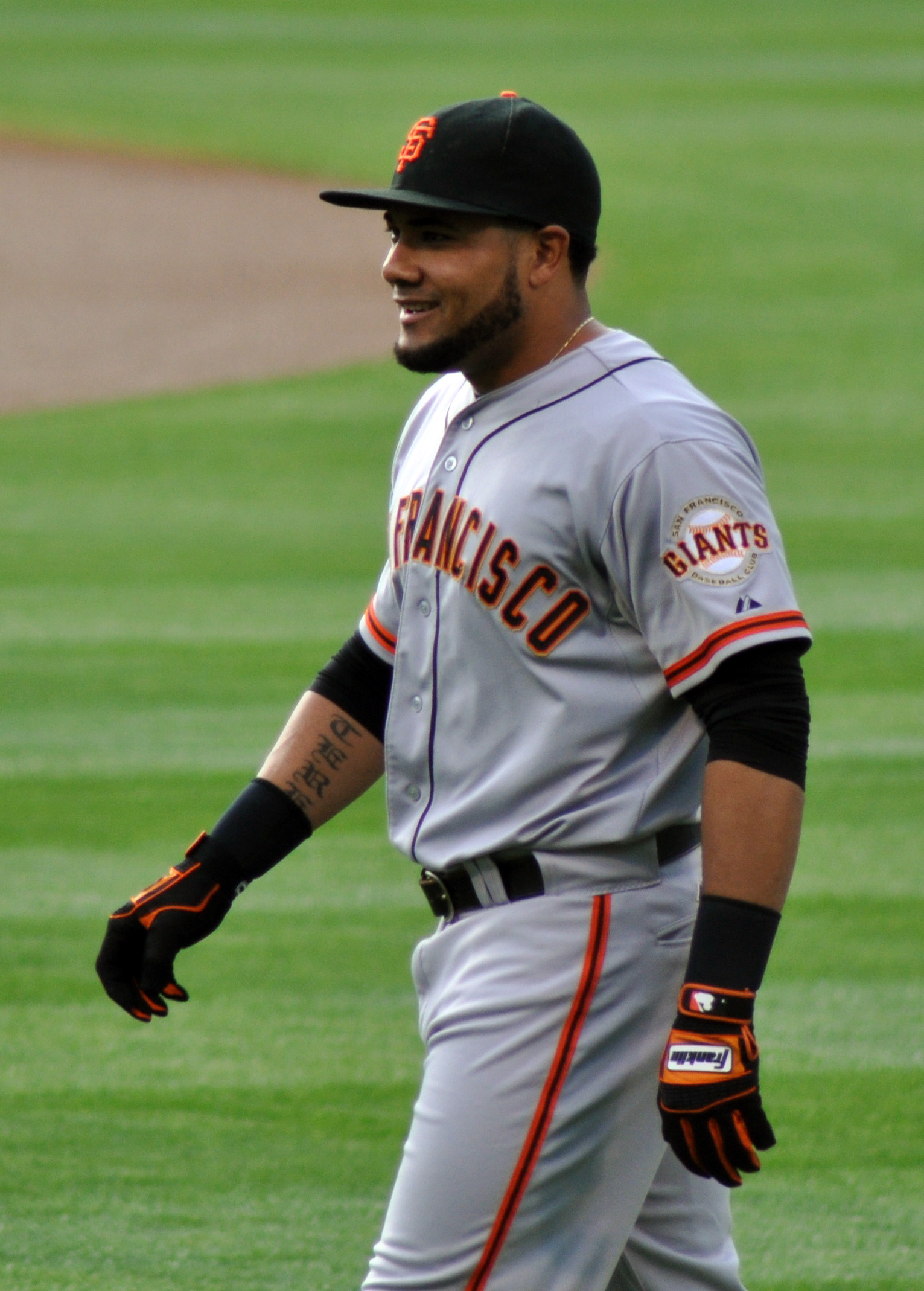
Melky Cabrera – MVP All–Star Game w 2012 roku.

## Nagrodzeni[2]
| Rok    | Zawodnik             | Klub                          | Liga     | Pozycja |
| ------ | -------------------- | ----------------------------- | -------- | ------- |
| 1962   | Maury Wills          | Los Angeles Dodgers           | National | SS      |
| 1962   | Leon Wagner          | Los Angeles Angels            | American | LF      |
| 1963   | Willie Mays #        | San Francisco Giants          | National | CF      |
| 1964   | Johnny Callison      | Philadelphia Phillies         | National | RF      |
| 1965   | Juan Marichal #      | San Francisco Giants          | National | P       |
| 1966   | Brooks Robinson #    | Baltimore Orioles             | American | 3B      |
| 1967   | Tony Perez #         | Cincinnati Reds               | National | 3B      |
| 1968   | Willie Mays # (2)    | San Francisco Giants          | National | CF      |
| 1969   | Willie McCovey #     | San Francisco Giants          | National | 1B      |
| 1970   | Carl Yastrzemski #   | Boston Red Sox                | American | CF/1B   |
| 1971   | Frank Robinson #     | Baltimore Orioles             | American | RF      |
| 1972   | Joe Morgan #         | Cincinnati Reds               | National | 2B      |
| 1973   | Bobby Bonds          | San Francisco Giants          | National | RF      |
| 1974   | Steve Garvey         | Los Angeles Dodgers           | National | 1B      |
| 1975 * | Bill Madlock         | Chicago Cubs                  | National | 3B      |
| 1975 * | Jon Matlack          | New York Mets                 | National | P       |
| 1976   | George Foster        | Cincinnati Reds               | National | LF      |
| 1977   | Don Sutton #         | Los Angeles Dodgers           | National | P       |
| 1978   | Steve Garvey (2)     | Los Angeles Dodgers           | National | 1B      |
| 1979   | Dave Parker          | Pittsburgh Pirates            | National | RF      |
| 1980   | Ken Griffey Sr.      | Cincinnati Reds               | National | RF      |
| 1981   | Gary Carter #        | Montreal Expos                | National | C       |
| 1982   | Dave Concepción      | Cincinnati Reds               | National | SS      |
| 1983   | Fred Lynn            | California Angels             | American | CF      |
| 1984   | Gary Carter # (2)    | Montreal Expos                | National | C       |
| 1985   | LaMarr Hoyt          | San Diego Padres              | National | P       |
| 1986   | Roger Clemens        | Boston Red Sox                | American | P       |
| 1987   | Tim Raines           | Montreal Expos                | National | LF      |
| 1988   | Terry Steinbach      | Oakland Athletics             | American | C       |
| 1989   | Bo Jackson           | Kansas City Royals            | American | LF      |
| 1990   | Julio Franco         | Texas Rangers                 | American | 2B      |
| 1991   | Cal Ripken Jr. #     | Baltimore Orioles             | American | SS      |
| 1992   | Ken Griffey Jr. #    | Seattle Mariners              | American | CF      |
| 1993   | Kirby Puckett #      | Minnesota Twins               | American | CF      |
| 1994   | Fred McGriff         | Atlanta Braves                | National | 1B      |
| 1995   | Jeff Conine          | Florida Marlins               | National | LF      |
| 1996   | Mike Piazza #        | Los Angeles Dodgers           | National | C       |
| 1997   | Sandy Alomar Jr.     | Cleveland Indians             | American | C       |
| 1998   | Roberto Alomar #     | Baltimore Orioles             | American | 2B      |
| 1999   | Pedro Martínez #     | Boston Red Sox                | American | P       |
| 2000   | Derek Jeter          | New York Yankees              | American | SS      |
| 2001   | Cal Ripken Jr. # (2) | Baltimore Orioles             | American | SS/3B   |
| 2002   | –                    | –                             | –        | –       |
| 2003   | Garret Anderson      | Anaheim Angels                | American | LF      |
| 2004   | Alfonso Soriano      | Texas Rangers                 | American | LF      |
| 2005   | Miguel Tejada        | Baltimore Orioles             | American | SS      |
| 2006   | Michael Young        | Texas Rangers                 | American | SS      |
| 2007   | Ichiro Suzuki        | Seattle Mariners              | American | CF      |
| 2008   | J.D. Drew            | Boston Red Sox                | American | RF      |
| 2009   | Carl Crawford        | Tampa Bay Rays                | American | LF      |
| 2010   | Brian McCann **      | Atlanta Braves                | National | C       |
| 2011   | Prince Fielder       | Milwaukee Brewers             | National | 1B      |
| 2012   | Melky Cabrera **     | San Francisco Giants          | National | CF      |
| 2013   | Mariano Rivera #     | New York Yankees              | American | P       |
| 2014   | Mike Trout **        | Los Angeles Angels of Anaheim | American | LF      |
| 2015   | Mike Trout **        | Los Angeles Angels of Anaheim | American | CF      |
| 2016   | Eric Hosmer **       | Kansas City Royals            | American | 1B      |
| 2017   | Robinson Canó **     | Seattle Mariners              | American | 2B      |
| 2018   | Alex Bregman **      | Houston Astros                | American | 3B      |
| 2019   | Shane Bieber         | Cleveland Indians             | American | P       |

### Legenda
| (X) | Wybór ponowny                                   |
| #   | Członek Galerii Sław                            |
| *   | Rok, w którym nagrodę przyznano dwóm zawodnikom |
| **  | Zawodnik aktywny                                |
| P   | Miotacz                                         |
| C   | Łapacz                                          |
| 1B  | Pierwszobazowy                                  |
| 2B  | Drugobazowy                                     |
| 3B  | Trzeciobazowy                                   |
| SS  | Łącznik                                         |
| LF  | Lewozapolowy                                    |
| CF  | Srodkowozapolowy                                |
| RF  | Prawozapolowy                                   |